# Brunn am Gebirge
Brunn am Gebirge es una localidad del distrito de Mödling, en el estado de Baja Austria, Austria, con una población estimada a principio del año 2018 de 11 864 habitantes. 
Se encuentra ubicada al este del estado, a poca distancia al sur de Viena y del río Danubio.